# Casino Cosmopol, Malmö
Casino Cosmopol i Malmö invigdes 2001 i Kungsparken och var ett av Sveriges fyra statliga kasinon. Kasinot hade 26 bord och 240 spelautomater. Kasinot stängde permanent 24 februari 2024.
Kasinot fanns i gamla Restaurang Kungparken som uppfördes 1881 och invigdes av Kung Oscar II. Att byggnaden invigdes av kungen är anledningen till att på byggnadens högsta punkt sitter en gyllene krona.  
Kasinot hade cirka 170 anställda fördelade över anställda i spelverksamheten och anställda i kasinots restaurang.
Casino Cosmopol AB är ett helägt dotterbolag till AB Svenska Spel. Nuvarande kasinochef är Yared Gabretensaye. 
Casino Cosmopol i Malmö höll stängt mellan den 29 mars 2020 och 7 juli 2021 på grund av restriktionerna kring covid-19-pandemin. Beslut har tagits att hålla stängt söndag-tisdag. I januari 2024 meddelades att kasinot kommer att läggas ned eftersom det går med stor förlust och allt mer spel flyttats till internet. En annan orsak till stängningen var bristande lönsamhet i spåren av de allt tuffare spelregleringarna på den svenska marknaden som trädde i kraft 2019.

## Spel som erbjuds
- Black Jack
- Face Down Black Jack
- Free Bet Black Jack
- Texas Hold'em Bonus Poker
- Baccarat
- American Roulette
- Texas Hold'em Poker
- Omaha Poker
- Dealer's Choice Poker
- Spelautomater